# Andescynodon
Andescynodon es un género extinto de cinodonte traversodóntido que vivió durante el Triásico Medio en lo que ahora es Argentina. Sus fósiles se han encontrado en la Formación Cerro de las Cabras. Andescynodon es uno de los traversodóntidos más basales conocidos. Otro traversodóntido denominado Rusconiodon también fue hallado en la Formación Cerro de las Cabras pero se le considera un sinónimo más moderno de Andescynodon.

## Descripción e historia
La especie tipo Andescynodon mendozensis fue nombrada en 1967 y se reportó que procedía de la Formación Río Mendoza. Más adelante se mostró que la localidad en la que se hallaron los restos es parte de la Formación Cerro de las Cabras.
Como todos los traversodóntidos, Andescynodon tenía amplios dientes postcaninos en la parte posterior de sus mandíbulas. Estos dientes anchos son vistos como evidencia de una dieta herbívora y le da a los traversodóntidos su nombre (sus dientes son anchos en vista transversal). Un rasgo distintivo de Andescynodon es la posición adelantada de un surco en estos dientes postcaninos. La región temporal en el cráneo es grande, pero menor que la de otros traversodóntidos. El hocico es mucho más estrecho, pero se ensancha hacia su punta. El cráneo de Andescynodon es también más estrecho que el de muchos traversodóntidos.
Rusconiodon mignonei fue nombrado en 1970 de la misma localidad que Andescynodon mendozensis. Rusconiodon se distinguiría de Andescynodon debido a que tenía dientes caninos mayores. Entre las aberturas de las fosas nasales y los caninos, los cráneos de Rusconiodon tienen una abertura denominada la fosa paracanina. Esta fosa también está presente en los cráneos de Andescynodon, pero no emerge como un agujero en la superficie del hocico. La fosa paracanina provee espacio para los dientes caninos de la mandíbula, que son especialmente grandes en los especímenes de Rusconiodon.
La variación en el tamaño de los dientes fue considerada como resultado de variación intraespecífica por Liu y Powell (2009). Los cráneos de A. mendozensis y R. mignonei representaban a una sola especie, y ya que Andescynodon fue nombrado primero, su nombre tiene la prioridad. Los individuos de Rusconiodon tienen caninos superiores mayores debido a que su tamaño corporal es mayor. Por tanto, los dos tipos conforman una serie ontogénica, representando los especímenes de Andescynodon los individuos más jóvenes y Rusconiodon los adultos.

## Clasificación
Andescynodon es uno de los miembros más basales de Traversodontidae, un grupo de cinodontes que fue común en Suramérica durante el Triásico. Pascualgnathus es un pariente muy cercano de Andescynodon pero puede ser diferenciado por el mayor número de incisivos y dientes postcaninos. Pascualgnathus tenía tres incisivos de cada lado del maxilar superior, mientras que Andescynodon tenía cuatro (un rasgo primitivo para un traversodóntido). Andescynodon tenía más dientes postcaninos que Pascualgnathus. Su cráneo es más bajo y sus fenestras temporales, un par de agujeros en la parte posterior del cráneo, son más cortas y estrechas. Los huesos postcraniales de Andescynodon son similares a los del gonfodonto basal Diademodon, lo que sugiere que tenía una morfología relativamente primitiva.